# Duke Nukem: Critical Mass
Duke Nukem: Critical Mass — платформер для Nintendo DS из серии Duke Nukem. Создан Apogee Software, издан Deep Silver.

## Сюжет
Дюк Нюкем, по приказу генерала Грэйвза, отправляется в будущее, чтобы спасти агента военных и его команду, которые ранее были отправлены по его пути.

## Геймплей
Duke Nukem: Critical Mass в значительной степени платформенный шутер с несколькими дополнительными режимами, появляющимися в процессе игры. Так присутствует вид от первого лица, когда игрок берёт снайперскую винтовку, а бои сделаны в классическом стиле шутера от третьего лица. Игра включает в себя около 36 уровней, множество различных видов оружия, кучу врагов и сильных боссов.

## Критика
| Сводный рейтинг | Сводный рейтинг |
| Агрегатор       | Оценка          |
| --------------- | --------------- |
| GameRankings    | 38,80 %         |
| Metacritic      | 29/100          |

Сугубо отрицательная: 38,80 % от Game Rankings, основано на совокупности пяти рецензий; 29 из 100 на Metacritic, основано на совокупности 12 рецензий. GamesRadar назвал её «худшей игрой № 1 за первые 6 месяцев 2011 года». Остальные две запланированные части трилогии - Chain Reaction и Proving Grounds - были отменены.